# 卡爾瓦爾 (種姓)
卡爾瓦爾、卡拉爾或卡拉爾是印度的一個種姓，歷史上分佈於北方邦、拉賈斯坦邦、旁遮普邦、哈里亞納邦、查謨-喀什米爾以及印度北部和中部的其他地區。種姓傳統上與酒的蒸餾和銷售有關，但在20世紀初左右，各種卡爾瓦爾種姓組織試圖離開這種貿易，並通過梵化過程重新定義他們的社區。

## 歷史
由於他們蒸餾和銷售酒類的世襲職業被認為是有辱人格的，因此卡爾瓦爾種姓在南亞的傳統種姓等級制度中的地位非常低(高種姓印度教徒禁酒)。當卡爾瓦爾酋長賈薩·辛格（Jassa Singh）在18世紀掌權時，這種情況發生了變化。賈薩·辛格以他的家鄉的名字命名了阿盧瓦利亞，並建立了卡普爾塔拉州的統治王朝。
在19世紀初大多數卡爾瓦爾種姓成員已放棄生產和銷售酒類。英國殖民政府對酒類製造和銷售實施的法規加速了這一進程，到20世紀初，大多數卡拉爾人已經放棄了他們的傳統職業。到這個時候，他們已經開始聲稱自己是卡特里種姓或拉其普特人，試圖提高他們的社會地位。
在英國統治期間，卡爾瓦爾從事各種職業，包括貿易、農業、軍人、政府和法律服務。